# Лусківка
Лусківка (Lepidozia) — рід печіночників родини Вперше це було запропоновано Дюмортьє в 1835 році.
Рід має перисте розгалуження, кущоподібну вставку листя, а також листя та підлистя, які мають 3–4 лопаті та розділені <0,5 своєї довжини. Статевий розподіл дводомний або однодомний. Формування розплідного тіла відбувається рідко.
Поширений на всіх континентах крім Антарктиди. Рід налічує з пів сотні видів. Рід в основному поширений в південній півкулі в тропічних і субтропічних областях. У Європі (включаючи Азорські острови) зустрічаються чотири види:
- Lepidozia azorica Buch & Perss.
- Lepidozia pearsonii Spruce
- Lepidozia reptans (L.) Dumort.
- Lepidozia ulothrix (Schwägr.) Lindenb.